# Donatas Malinauskas
Donatas Malinauskas, né le 7 mars 1869 à Krāslava et mort le 30 novembre 1942 à Biïsk, en Union soviétique, est un homme politique lituanien.

## Biographie
En février 1918, il est l'un des vingt signataires de la déclaration d'indépendance de la Lituanie.
Il est déporté en Sibérie en juin 1941 et y meurt l'année suivante.